# Antonio Arissa
Antonio Arissa Asmarats (Barcelona, 1900-1980) fue un impresor y fotógrafo español.

## Biografía
Nació en el distrito de San Andrés de Barcelona y se inició en la fotografía como aficionado mientras trabajaba en la imprenta de su padre. Con 22 años obtuvo su primer premio en la revista Criterium, en 1924 obtuvo premio en el Ateneo Obrero de Gijón y al año siguiente obtuvo otro en el distrito segundo y un premio de honor en Figueras. También obtuvo galardones internacionales y realizó exposiciones en salones como la Royal Photographic Society. En contraste con esa actividad internacional fundó la Agrupació Fotogràfica Saint Víctor en su barrio de San Andrés.
Participó en la revista Art de la Llum que se autotitulaba "revista fotográfica de Cataluña"; esta revista se editó en 1933 en mitad del debate sobre el Estatuto de Cataluña y se editaba íntegramente en catalán con un enfoque catalanista y pictorialista; en ella Antoni Arissa dispuso de un número monográfico en 1935.

## Obra
Su obra fotográfica se enmarcó en el pictorialismo que era el estilo fotográfico valorado en los salones fotográficos, sin embargo posteriormente encamina su obra hacia la nueva objetividad y el constructivismo. Tras finalizar la guerra civil española abandonó prácticamente la fotografía, principalmente por la imposibilidad de dar salida a su obra artística en esas circunstancias.
Aunque destaca su producción como fotógrafo de calle puro, también experimentó con temáticas como el bodegón o composiciones más elaboradas donde la luz y los retratados eran colocados a conciencia buscando la composición perfecta.
Parte de su obra se encuentra en el Museo Nacional de Arte de Cataluña. El Instituto de Estudios Fotográficos de Cataluña dispone, además, de un fondo con más de dos mil imágenes, que abarcan el periodo entre la primera década del siglo XX y la guerra civil. El resto de su legado lo tienen la Universidad de Navarra y la propia familia, si bien tiraron la mayoría de su contenido tras su fallecimiento, sin ser conscientes de la importancia artística e histórica del mismo.

## Exposición Antológica
- 2014. Fundación Telefónica (Madrid). El certamen Photoespaña organizó durante el verano una exposición antológica sobre su trabajo desarrollado entre los años 1922 y 1936.[7]